# Франсис Прайс Блекууд
Франсис Прайс Блекууд (на английски: Francis Price Blackwood) е английски военноморски офицер, изследовател.

## Биография

### Ранни години (1809 – 1833)
Роден е на 25 май 1809 г. в Лондон, Англия, втори син в семейството на вицеадмирал сър Хенри Блекууд и неговата трета съпруга Хариет Нор Гор. На 12-годишна възраст постъпва в Кралския военноморски флот.

### Изследователска дейност (1833 – 1845)
През 1833 г. е назначен за командир на кораба „Хиацинт“, с който в продължение на 4 години извършва хидрографски изследвания и картира североизточните брегове на Австралия. През 1838 г., след завръщането си в Англия, е повишен в чин капитан.
Три години по-късно, през 1842 г. на кораба „Флай“, извършва хидрографски изследвания между Австралия и Големия Бариерен риф. Картира най-безопасните протоци в Големия Бариерен риф. Точно на Южния тропик открива широкия проток Каприкорн (152º 30` и.д.) и ограждащите го рифове, в т.ч. о-вите Каприкорн (23°40′ ю. ш. 152°14′ и. д. / 23.666667° ю. ш. 152.233333° и. д.) и рифовете Суейн (22°05′ ю. ш. 152°15′ и. д. / 22.083333° ю. ш. 152.25° и. д.). На 20°20′ ю. ш. 149°05′ и. д. / 20.333333° ю. ш. 149.083333° и. д. открива вътрешната (източна) линия рифове на протежение от 900 км.
През 1843 – 1845 г. възглавява нова хидрографска експедиция на корабите „Флай“ и „Брамбъл“, като изследва Торесовия проток, северната част на Коралово море и залива Папуа. Участникът в експедицията геологът Джоузеф Бийтъл Джукс (1811 – 1869) провежда ценни наблюдения на островите в Коралово море и в Торесовия проток, на п-ов Кейп Йорк и на някои участъци от югоизточното крайбрежие на Нова Гвинея.
В хода на експедицията Блекууд картира крайбрежието на залива Папуа и на 8°30′ ю. ш. 143°30′ и. д. / 8.5° ю. ш. 143.5° и. д. открива устието на най-голямата река на Нова Гвинея – Флай (1130 км), вливаща се от запад в залива. В северозападната част на залива открива устието на река Турама, а в северната – делтата на река Кикори. През 1845 г. се завръща в Сидни и оттам през Сингапур се прибира в Англия.

### Следващи години (1846 – 1854)
През 1846 г. Блекууд записва Jesus College в Кеймбриджкия университет, а на 12 октомври 1848 г. се жени за Джемима Сара Строй. 
Умира на 22 март 1854 г. в Кеймбридж на 44-годишна възраст.

## Памет
Неговото име носи град Блекууд (37°28′ ю. ш. 144°18′ и. д. / 37.466667° ю. ш. 144.3° и. д.) в щата Виктория, Австралия.